# Novo flamsko zavezništvo
Novo flamsko zavezništvo (nizozemsko: Nieuw-Vlaamse Alliantie, kratica N-VA) je flandrijska konservativna politična stranka v Belgiji. Prizadeva si za mirno in postopno odcepitev Flandrije od preostale Belgije. V zadnjih letih velja za največjo stranko v belgijski severni deželi Flandriji in celotni Kraljevini Belgiji. 
9. decembra 2018 je zaradi podpisa Marakeškega sporazuma izstopila iz vlade Charlesa Michela.